# Ephyrodes laena
Ephyrodes laena là một loài bướm đêm trong họ Erebidae.